# Джек (ковёр)

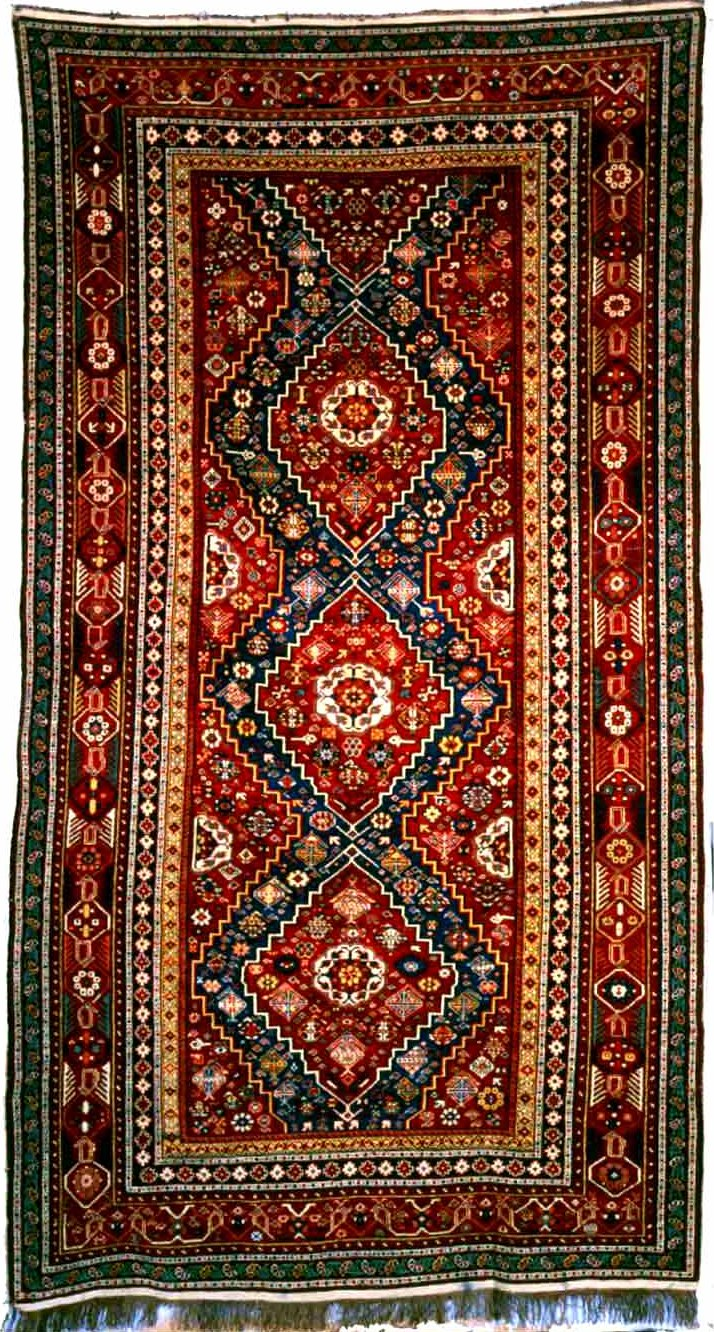
Ковёр «Джек», XIX в.

«Джек»; Джекский ковёр (азерб. Cek xalçaları) — ковры, входящие в кубинскую группу Куба-Ширванского типа Азербайджанского ковра. Носят название деревни Джек, расположенной приблизительно в тридцати пяти километрах юго-западнее Кубы, вблизи горы Шахдаг. Эти ковры широко производятся также в деревнях Крыз, Хыналыг, Сухейб, Будуг и Галейхудат, однако больше известны под названием «Джек». Некоторые искусствоведы называют этот ковёр «Гырыз», а другие ошибочно считают, что это «Гымыл» (по названию ковроткацкого пункта Кубинского района).

## Художественный анализ
Колорит ковров «Джек» строгий, а фон серединного поля бывает темно-синим или красным. И с художественной, и с технической точек зрения композиция ковров «Джек» похожа на композицию ковра «Гырыз». Но у ковра «Джек» композиция проще. Фон серединного поля и серединной каймы у этих ковров одного и того же цвета. Эта особенность отличает ковёр «Джек» от других ковров. Следует также отметить, что зарубежные искусствоведы ошибочно называли этот ковер «Дагестан».

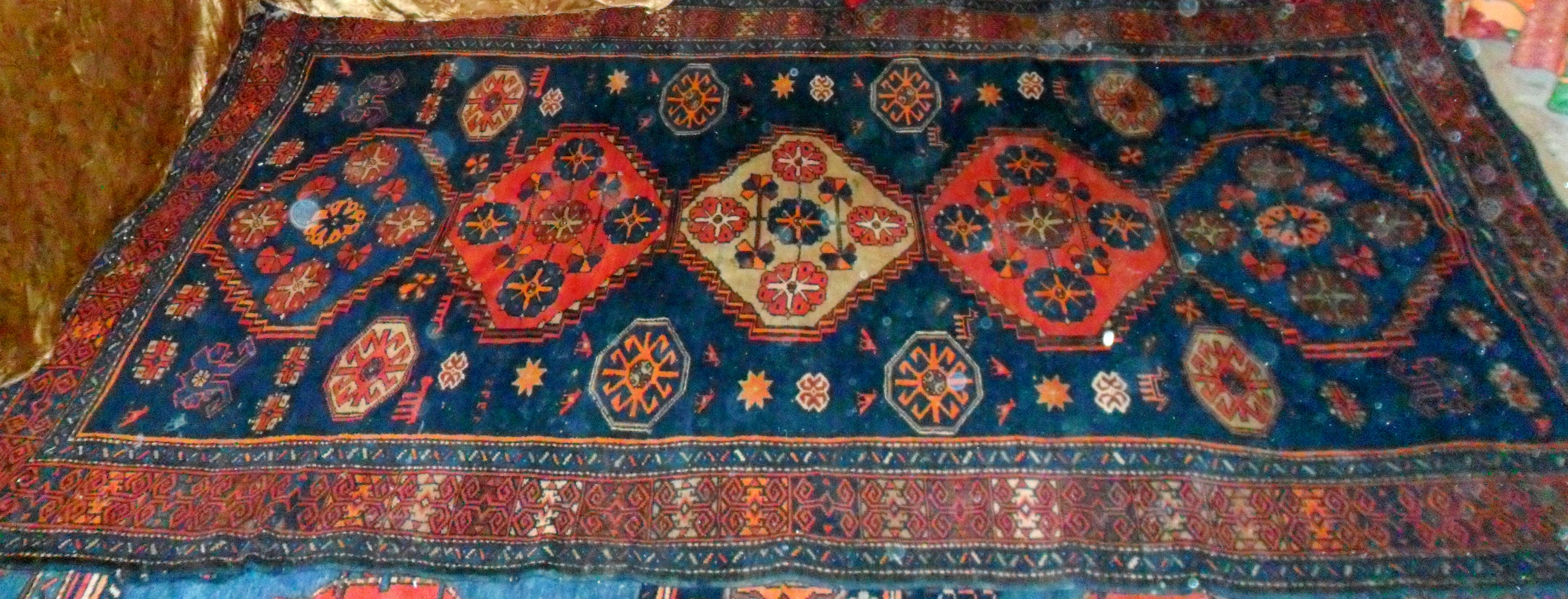
Ковёр «Джек». Автор Ханымгыз Мурадова

## Технические особенности

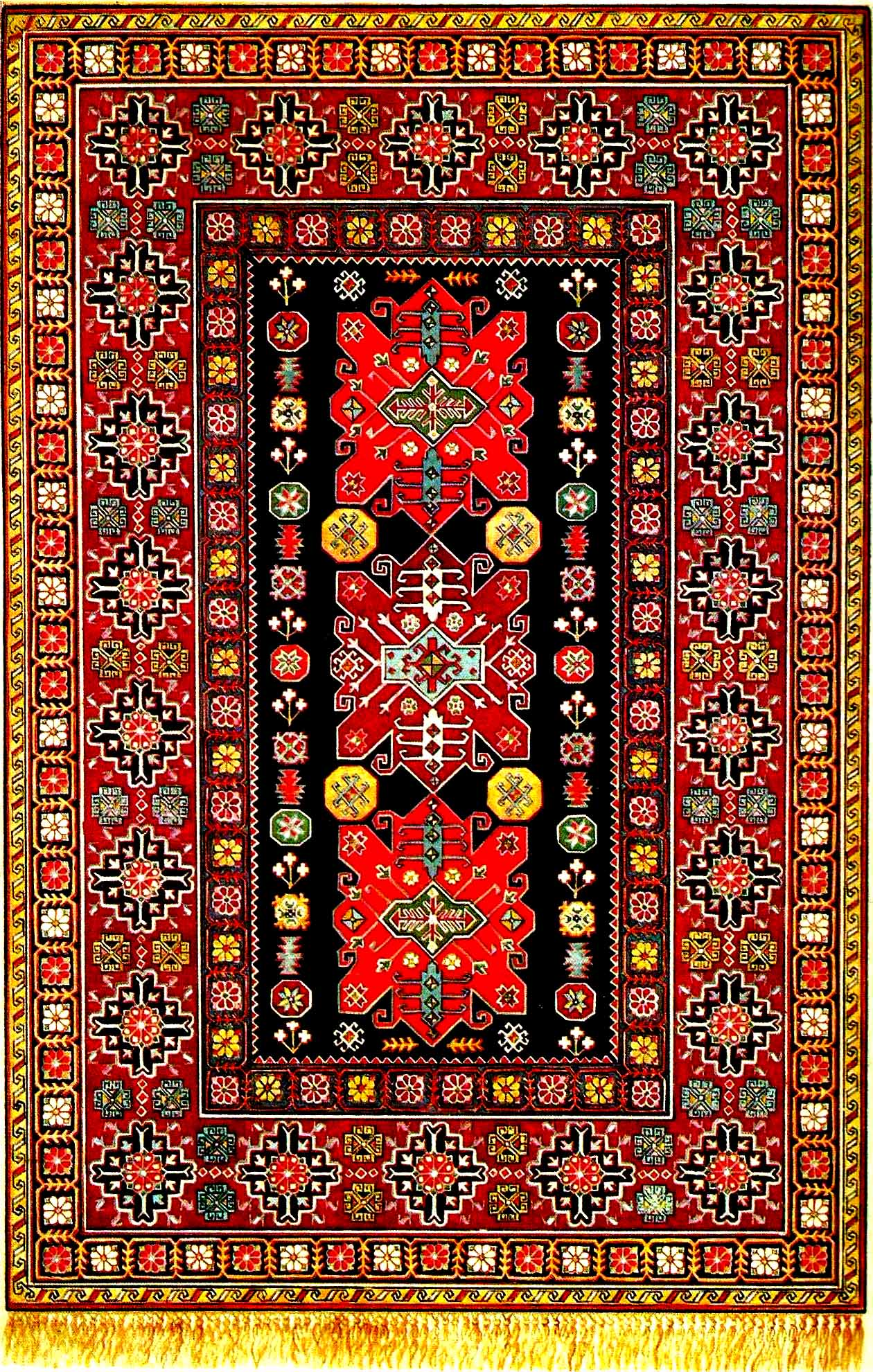
Ковёр «Джек», XIX в.

В большинстве случаев ковры «Джек» бывают удлинённой формы, то есть от 100х250 до 110х350 см. Иногда встречаются и не удлиненные ковры. Плотность узлов — от 50 х 50 до 55 х 55 (на одном квадратном метре — от 250000 до 300000 узлов). Высота ворса 4—5 мм.